# 일물일권주의
일물일권주의(一物一權主義)는 하나의 물권의 객체는 하나의 독립된 물건이어야 한다는 대한민국 민법의 원칙이다.

## 주요내용
하나의 물건 일부나 구성부분에 관해서는 독립된 물권이 존재할 수 없으며 수개의 물건 전체 위에 하나의 물권이 성립될 수 없다. 또한 동일 물건 위에 양립할 수 없는 두 개의 물권이 성립하지 않는다.

## 예외
예외적으로 물건의 일부나 구성부분에 물권이 성립할 수 있다.
1. 물건의 일부에 대한 물권을 인정하여야 할 사회적 필요성이나 실익이 있는 때
2. 어느 정도의 공시가 가능하거나 또는 공시와는 관계없는 때

## 판례
- 하천의 점용허가권은 특허에 의한 공물사용권의 일종으로서 하천의 관리주체에 대하여 일정한 특별사용을 청구할 수 있는 채권에 지나지 아니하고 대세적 효력이 있는 물권이라 할 수 없다.[1]
- 일물일권주의의 원칙상 물건의 일부분, 구성부분에는 물권이 성립할 수 없는 것이어서 구분 또는 분할의 절차를 거치지 아니한 채 하나의 부동산 중 일 부분 만에 관하여 따로 소유권보존등기를 경료하거나 하나의 부동산에 관하여 경료된 소유권보존등기 중 일부분에 관한 등기만을 따로 말소하는 것은 허용되지 아니한다.[2]
- 1필지의 토지의 특정된 일부에 대하여 소유권이전등기절차의 이행을 명하는 판결을 받은 등기건자는 그 판결에 따로 토지의 분할을 명하는 주문기재가 없더라도 그 판결에 기하여 등기의무자를 대위하여 그 특정된 일부에 대한 분필등기 절차를 마친 후 소유권이전등기를 할 수 있으므로 토지의 분할을 명함이 없이 1필지의 토지의 일부에 관하여 소유권이전등기절차의 이행을 명한 판결을 집행 불능의 판결이라고 할 수 없다.[3]
- 토지의 개수는 지적법에 의한 지적공부상의 토지의 필수를 표준으로 하여 결정되는 것으로 1필지의 토지를 수필의 토지로 분할하여 등기하려면 먼저 지적법이 정하는 바에 따라 분할의 절차를 밟아 지적공부에 각 필지마다 등록이 되어야 하고 지적법상의 분할절차를 거치지 아니하는 한 1개의 토지로서 등기의 목적이 될 수 없는 것이며 설사 등기부에만 분필의 등기가 실행되었다 하여도 이로써 분필의 효과가 발생할 수는 없는 것이므로 결국 이러한 분필등기는 1부동산 1등기용지의 원칙에 반하는 등기로서 무효라 할 것이다.[4]

## 같이 보기
- 구분소유
- 물권

## 참고 문헌
- 이상태, 《물권법》 법원사, 2009. ISBN 9788991512429